# Paprotnia (gemeente)
De gemeente Paprotnia is een landgemeente in het Poolse woiwodschap Mazovië, in powiat Siedlecki.
De zetel van de gemeente is in Paprotnia.
Op 30 juni 2004 telde de gemeente 2806 inwoners.

## Oppervlakte gegevens
In 2002 bedroeg de totale oppervlakte van gemeente Paprotnia 81,43 km², waarvan:
- agrarisch gebied: 75%
- bossen: 20%

De gemeente beslaat 5,08% van de totale oppervlakte van de powiat.

## Demografie
Stand op 30 juni 2004:
| Omschrijving                   | Totaal | Totaal | Vrouwen | Vrouwen | Mannen | Mannen |
| ------------------------------ | ------ | ------ | ------- | ------- | ------ | ------ |
| eenheid                        | aantal | %      | aantal  | %       | aantal | %      |
| inwoners                       | 2806   | 100    | 1364    | 48,6    | 1442   | 51,4   |
| bevolkingsdichtheid (inw./km²) | 34,5   | 34,5   | 16,8    | 16,8    | 17,7   | 17,7   |

In 2002 bedroeg het gemiddelde inkomen per inwoner 1317,04 zł.

## Administratieve plaatsen (sołectwo)
Czarnoty, Grabowiec, Hołubla, Kaliski, Kobylany-Kozy, Koryciany, Krynki, Łęczycki, Łozy, Nasiłów, Paprotnia, Pliszki, Pluty, Podawce, Rzeszotków, Skwierczyn Lacki, Stare Trębice, Stasin, Strusy, Trębice Dolne, Trębice Górne, Uziębły.

## Aangrenzende gemeenten
Bielany, Korczew, Mordy, Przesmyki, Repki, Suchożebry